# アルゴンイオンレーザー
アルゴンイオンレーザーは、1964年、Hughes研究所のW.Bridgesにより発見された、気体イオンレーザー。
20本以上の発振線が放出されるため、共振器内部にプリズムを置き、発振線を選択できる。
中性アルゴン原子を封入したレーザー管に数十Aという大きな放電電流を流しAr+を作ることで発振する。
外部磁場を加えているため、レーザー出力が上がる・低電圧電源でも大きな電流密度が得られる・放電管の保護といったメリットがある。
放電管内壁は電離したイオンにより叩かれ、レーザーを長時間発振する毎にアルゴン気体の圧力は減少する。これを防ぐため、外部から冷却したり、アルゴン気体を補充する必要がある。